# 孕產婦健康
孕产妇健康是指女性在 妊娠、分娩以及产后阶段的健康以及护理。 孕产妇健康包括计划怀孕、孕前咨询、产前保健和产后保健，目的是减少母体发病和死亡的几率。
孕前保健包括孕前教育、孕前养生、怀孕筛查以及其它有助于减少影响处于生育年龄的女性怀孕的干预措施。 产前检查的目的是尽早检测出可能出现的妊娠并发症，尽量做到预防以及推荐孕妇寻找适合的医疗服务。产后保健包括产后恢复，新生儿护理，营养健康和母乳餵養等。

## 决定因素

### 贫困/医疗资源
在撒哈拉以南非洲，（怀孕和分娩期间）孕产妇死亡的风险是在发达国家的175倍，而患上孕期疾病以及遭受产后不良影响的风险则更高。贫困程度和孕产妇健康以及孩子的未来息息相关。发展中国家的新生儿死亡的数目占全球总数的98%。 也就是说，贫困是影响母亲和孩子健康的不利因素。
生活在贫困地区的妇女更容易患上肥胖症，养成不健康的习惯如抽烟、滥用药物等。同时，她们比较不倾向于接受正规的产前保健，或者根本没有这样的渠道。因此，在母体和胎儿的健康上，她们也承担着更大的风险。 在肯尼亚进行的一项研究指出，在贫困地区常见的孕产妇健康问题有大出血、贫血、高血压、疟疾、胎盘滞留、早产、难产以及妊娠毒血症。
总体来说，全面的产前保健包含孕期医疗保健，教育，社科，营养服务。由于各种原因，女性不愿意进行全面的产前保健，但是美国国内研究表明70%的低收入女性在寻求产前保健时，遇到困难。除此之外，移民女性群体和拉美裔女性比白人和黑人女性更难获得产前保健，教育程度也是其中原因之一（因为教育程度和人种相互关联）。青少年基本无法获得产前保健。一些研究表明，阻碍青少年和中年女性获得产前保健主要因素是收入不足，交通不便。

### 艾滋病
孕妇的艾滋病发病率在世界各地各有不同，从1%到40%。其中，非洲和亚洲国家的发病率最高。  处于产前期、分娩期或哺乳期的孕妇可将艾滋病传播给婴儿。如果孕妇感染了艾滋病病毒且在孕期未接受适当的治疗，那么她的孩子感染该病毒的几率是25%。另一方面，如果孕妇在孕期接受过治疗，她的孩子感染该病毒的几率是2%。
根据联合国儿童基金会，过去的十年里，因父母而感染艾滋病的儿童死亡率急剧增长 ，特别是那些贫穷或教育水平较低的国家。  国际组织和保健机构表示，尽管有相应的防御措施，但是在发展中国家，想要解决母亲传染给孩子艾滋病的问题，费用和基础设施是两大主要障碍。在孕期感染艾滋病也能增加孕妇的健康风险。在发展中国家，感染阳性艾滋病的孕妇感染肺结核和/或疟疾的风险受到广泛关注。

### 孕产期妇女的体重
处于妊娠期的女性体重一般都会减轻近11-20磅，这对于母亲和婴儿顺产都有益处。 因为体型肥胖的产妇将会大大增加其患高血压，糖尿病，各类呼吸道疾病和炎症的概率，这对于未出生的婴儿会有极大的负面影响。 对于有身孕的待妇女来说，肥胖是造成妊辰期糖尿病的杀手。 研究表明：身处怀孕期的妇女如果在孕期成功减重（至少10磅），她们在怀上下一胎期间所会患糖尿病的几率将会大大降低。反之，体重增加的孕妇所患病的风险则会增加。

### 分娩
生殖器疱疹会在分娩时通过产道传染给新生儿。 假如母亲在怀孕期间感染了病毒， 从受感染产道出生的新生儿有25%的机率脑部会受到损害，1/3的机率死亡。
与此同时，分娩期间和母亲体液的接触也可能造成艾滋病病毒和艾滋病的传染。在发达国家，产妇通常会选择接受剖腹产手术来降低产道感染的风险，然而这种手术在发展中国家并不总是可行的。